# Rue des Envierges
La rue des Envierges est une voie située dans le quartier de Belleville du 20e arrondissement de Paris, en France.

## Situation et accès
La rue est située à proximité immédiate du parc de Belleville, proche des stations Pyrénées et Jourdain de la ligne 11 du métro de Paris.

## Origine du nom
La rue doit son nom à un lieu-dit, déformation de « La Vierge ». Les Envierges est le nom d’une pierrée alimentant le grand aqueduc de Belleville. Selon l’historien Gustave Pessard, le nom est la déformation de envigné, en raison des vignobles environnants.

## Historique
Cette voie qui est déjà présente à l'état de sentier en 1685, ainsi que sur le plan de Roussel en 1730 et sur plan cadastral de 1812 de la commune de Belleville, se termine alors dans les vergers et vignobles de la ferme de Savy qui constituaient alors le coteau de l'actuel parc de Belleville.
Elle prend sa dénomination actuelle en 1837 et est classée dans la voirie parisienne par un décret du 15 août 1865.

## Bâtiments remarquables et lieux de mémoire
La rue est mentionnée dans la nouvelle d'Émile Zola Jacques Damour. Elle est également mentionnée dans le roman de Daniel Pennac Messieurs les enfants.
- No 5 : le peintre Jacques Flèchemuller y vécut.
- No 43 : la devanture de la boulangerie située à l'angle de la place Henri-Krasucki est classée au titre des monuments historiques depuis le 23 mai 1984[5].
- No 29 : groupe scolaire privé catholique Sainte-Louise (école-collège-lycée), dont l'origine remonte à 1845. L'école a son entrée 73 rue de la Mare[6].
- Entrées de la villa Faucheur.
- En 2008, le film Comme les autres de Vincent Garenq fut en partie tourné à la villa Faucheur, rue des Envierges et dans le quartier de Belleville.

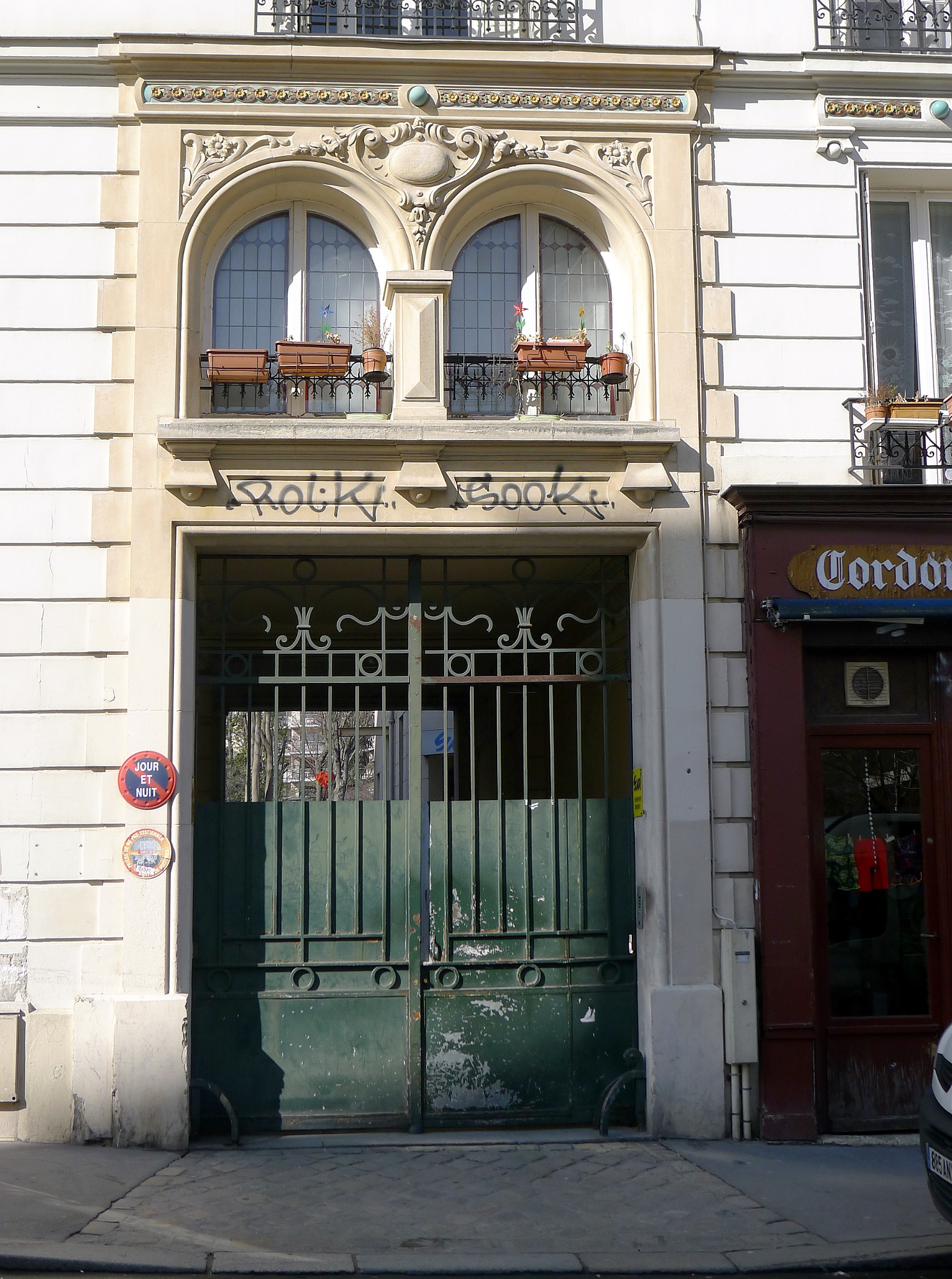
Le no 25.
Le no 41.
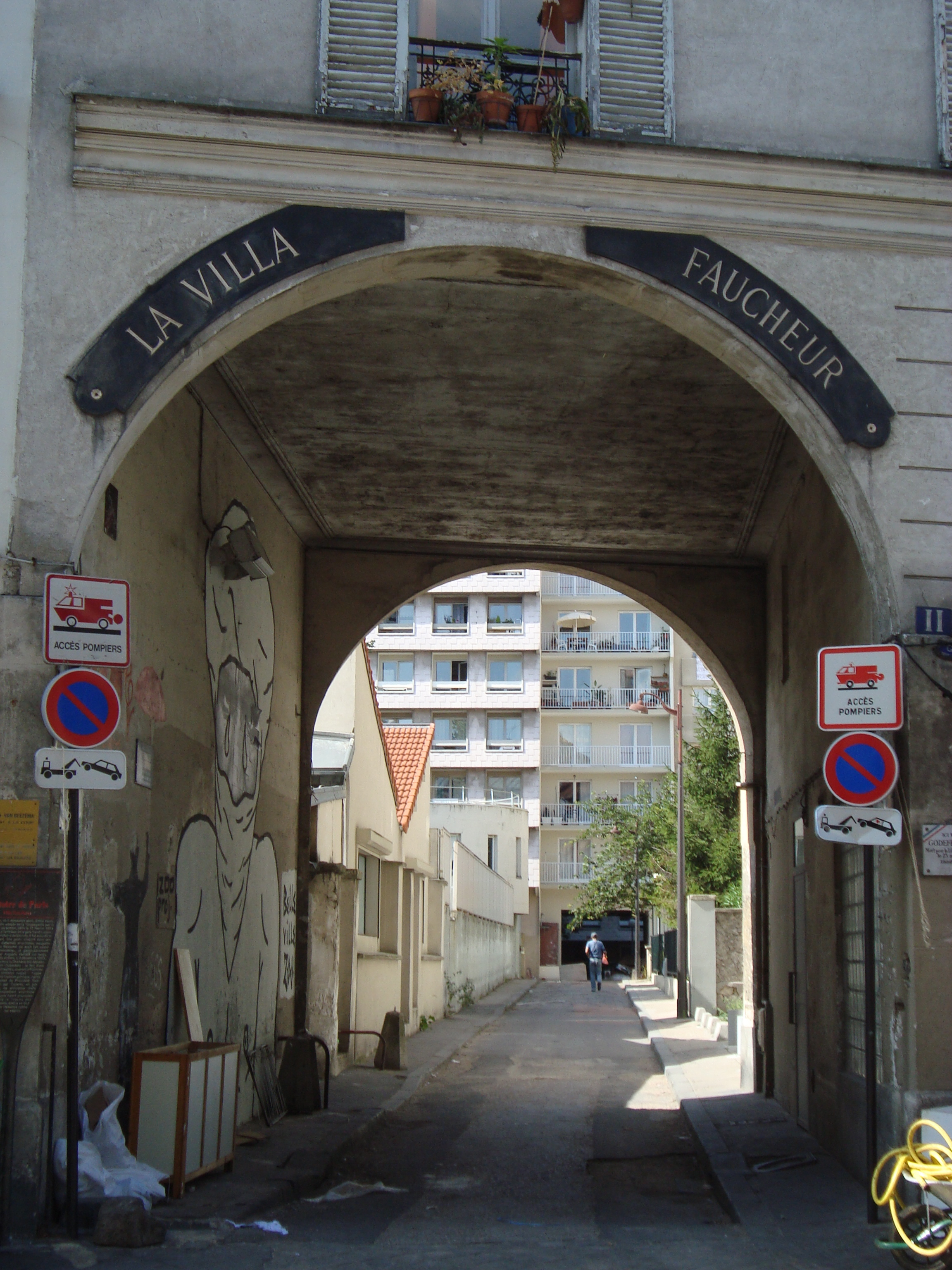
Entrée de la villa Faucheur.